# Jeanne Stern

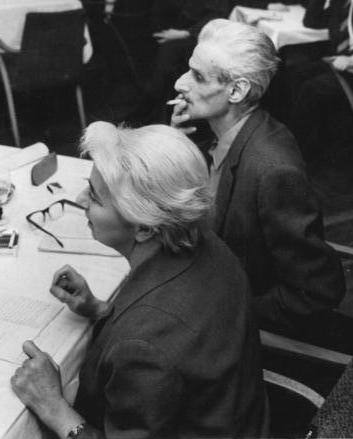
Jeanne und Kurt Stern am 29. März 1967 in Ostberlin

Jeanne Stern, geborene Machin (* 20. August 1908 in Bedous, Frankreich; † 29. Dezember 1998 in Berlin) war eine Übersetzerin und Drehbuchautorin.

## Leben
Jeanne Stern wurde in eine Arbeiterfamilie geboren. Nach dem Abitur ging sie als Au-Pair nach Bad Pyrmont und später nach Berlin. Dort studierte sie anschließend Germanistik. Ihren Lebensunterhalt verdiente sie sich mit Französischunterricht. In Berlin lernte sie auch ihren späteren Mann Kurt Stern kennen und bekam durch ihn Kontakt zur deutschen Arbeiterbewegung. 1932 gingen sie zusammen nach Paris und heirateten dort. 1934 trat sie in die Kommunistische Partei Frankreichs ein.

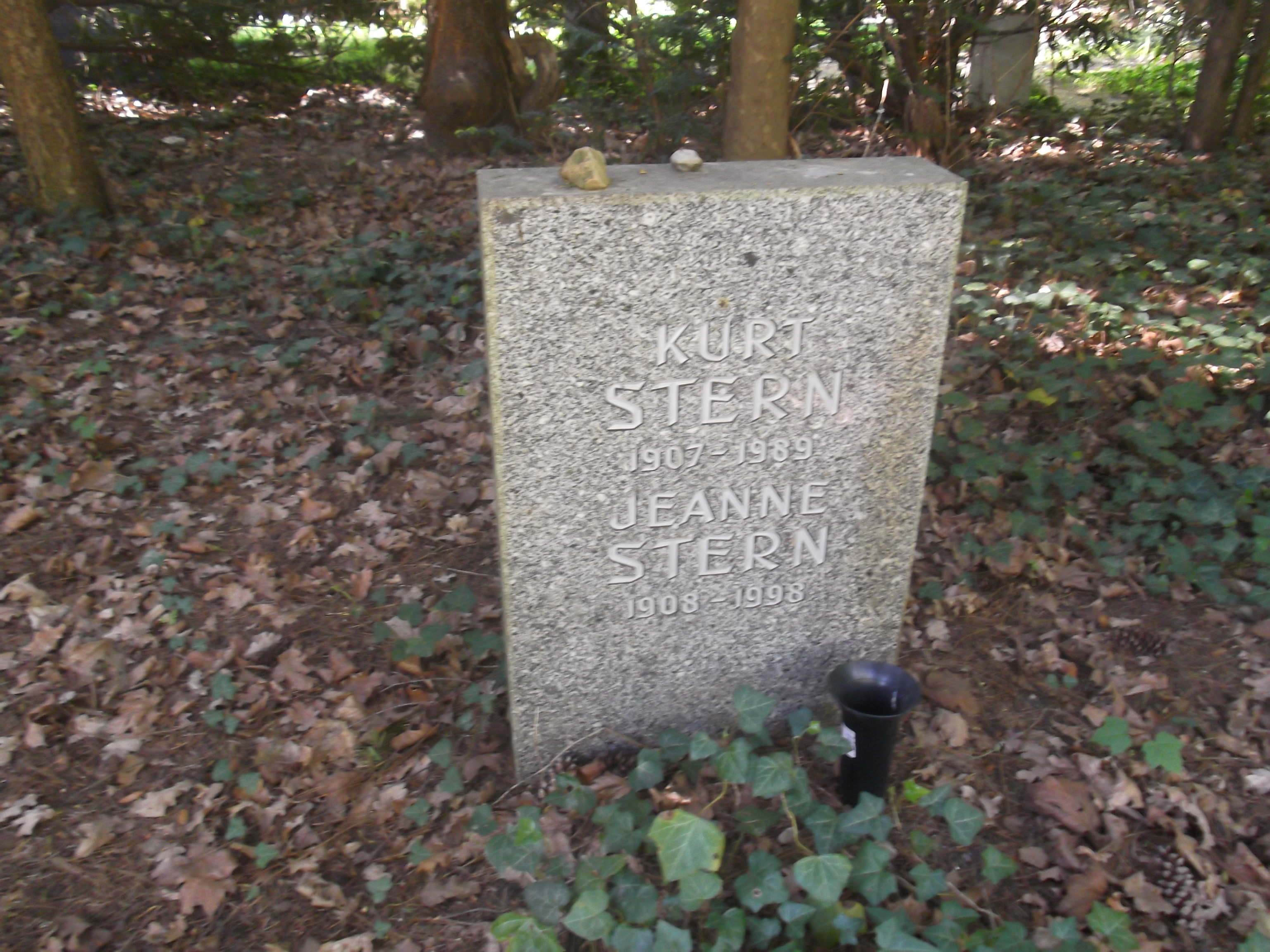
Grabstein Kurt und Jeanne Stern

Nach 1936 arbeitete sie bei der Presseagentur der spanischen republikanischen Regierung in Paris. 1942 emigrierte sie nach Mexiko. Dort nahm sie an Veranstaltungen der Bewegung Freies Deutschland und des Heinrich-Heine-Klubs teil.
Im Sommer 1946 kehrte sie nach Paris zurück, ging aber 1947 mit ihrem Mann weiter nach Deutschland. Sie trat 1946 in die SED ein und arbeitete später als Übersetzerin. Gemeinsam mit ihrem Mann Kurt Stern war sie Drehbuchautorin mehrerer DEFA-Filme. In der Straße 201, der sogenannten Intelligenzsiedlung, in Berlin-Schönholz bewohnten sie ein Einfamilienhaus.
Jeanne Stern wurde neben ihrem Mann auf dem Friedhof Pankow III beigesetzt.
Die Bibliothek von Jeanne und Kurt Stern befindet sich heute in der Bibliothek der Akademie der Künste Berlin.

## Filmdrehbücher
- 1960: Das Leben beginnt

## Auszeichnungen
- 1952: Internationaler Friedenspreis und Nationalpreis der DDR I. Klasse für den Film Das verurteilte Dorf
- 1955: Nationalpreis der DDR II. Klasse für den Film Stärker als die Nacht
- 1956: Hans-Beimler-Medaille
- 1970: Heinrich-Mann-Preis[3]
- 1973: Vaterländischer Verdienstorden in Silber
- 1983: Vaterländischer Verdienstorden in Gold
- 1988: Stern der Völkerfreundschaft in Gold